# Pobóg (herb szlachecki)
Pobóg (Pobodze, Pobog, Pobożanie, Pobożanicz, Pobożany, Pobożenie, Pobożeny) – polski herb szlachecki, noszący zawołanie Pobodze. Występował głównie na Mazowszu oraz w ziemi krakowskiej, sandomierskiej, sieradzkiej, łęczyckiej i poznańskiej. Najznamienitszym rodem herbu Pobóg są Koniecpolscy. Członkowie tego rodu piastowali urzędy m.in. hetmana, kasztelana, wojewody. Inne znaczniejsze rodziny pieczętujące się Pobogiem i mające w swych szeregach posłów lub senatorów to też m.in. Rzyszczewscy, posiadający od połowy XIX wieku tytuł hrabiowski, Kossobudzcy, Ruszkowscy, Rokszyccy i Tołoczkowie.
Jan Długosz napisał o Pobogach – ad iracundiam proni, opisując ich w ten sposób jako skłonnych do gniewu, porywczych, wybuchowych.

## Opis herbu

### Opis historyczny
Kasper Niesiecki (podając się na dzieła historyczne Bartosza Paprockiego i Szymona Okolskiego) blazonuje herb następująco:

Podkowa powinna być barkiem do góry stojąca, w polu błękitnym, srebrna, albo polerowna żelazna, na grzbiecie jej krzyż złocisty, nad hełmem hart do pół, jakby wyskakujący z korony, na prawą rękę, w obroży, a smyczą.

#### Informacje dodatkowe
Według hrabiego, Jana Stanisława Mieroszewskiego, herby początkowo były pojedynczym znakiem na tarczy – w tym przypadku podkowa, a następnie (pod wpływem chrześcijaństwa) dodawano krzyże. W ten sposób powstały – w pierwszym z sześciu stopni pomnożenia herbów – takie herby, jak Pobóg, Tępa podkowa i Jastrzebiec. Autor rozprawy naukowej – będący m.in. członkiem korespondentem Królewskiej Włoskiej Akademii Heraldycznej w Pizie – dowodzi, iż przyrostki po i do w nazwach herbów, oznaczają ziemie przyległe. Uważa, że obowiązkiem średniowiecznej nadbrzeżnej drużyny Pobogów była obrona ziem nad rzeką Bug (po Bug), a jednocześnie zauważa, że nie zawsze ściśle przestrzegano zasad ortografii. Potwierdza to fakt występowania wielu rodzin zamieszkujących Lubelszczyznę, pieczętujących się herbem Pobóg, m.in. Wierzchowskich. Tak było również w przypadku innych nadbrzeżnych drużyn rycerskich, których herby, często będące zawołaniem, stanowiły nazwy rzek, np. Śreniawa, Działosza, Łada, Pilawa, Przosna itp. lub jezior: herb Brodzic – jezioro Bród, herb Dołęga – jezioro Łęgowo, herb Działosza – jezioro Działyń.

#### Opis współczesny
Opis skonstruowany współcześnie brzmi następująco:
Na tarczy w polu błękitnym podkowa srebrna, z zaćwieczonym na barku krzyżem kawalerskim, złotym.
W klejnocie pół charta srebrnego, wspiętego, z obrożą lub smyczą złotą.
Labry herbowe błękitne, podbite srebrem.

## Geneza

Pobóg w wersji średniowiecznej z pieczęci Jana Koniecpolskiego kanclerza koronnego z r. 1435.

### Najwcześniejsze wzmianki
Średniowieczne pieczęcie z tym herbem: 1353 Jakub z Dębna herbu Pobóg, 1396 Bartłomiej syn Bernarda z Chalina, 1413 Piotr z Popowa, 1419 Jakub Koniecpolski, wojewoda sieradzki. Najstarsza zapiska sądowa pochodzi z 1403 r. Pobogowie wystawili swoją chorągiew walczącą pod Grunwaldem w 1410 roku, o czym pisze Długosz.
Najwcześniejsze źródło heraldyczne wymieniające herb to datowane na lata 1464–1480 Insignia seu clenodia Regis et Regni Poloniae polskiego historyka Jana Długosza. Zapisuje on informacje o herbie wśród 71 najstarszych polskich herbów szlacheckich we fragmencie: 

Pobodze ex familia Accipitrum deriuata, babatum transversale album, cuius summitatem crux alba ornat, in campo rubeo defert.

Aktem unii horodelskiej w 1413 r. herb Pobóg został przeniesiony na Litwę. Ród Pobogów reprezentował wojewoda sieradzki Jakub Koniecpolski, pieczęć została jednak przywieszona przez innego członka rodu – Piotra z Popowa. Adoptowany został bojar litewski Rało.
Kolebką rodu Pobogów było województwo sieradzkie, skąd wielu z nich wymigrowało przede wszystkim na ziemie wschodnie Królestwa Polskiego i Wielkiego Księstwa Litewskiego na przełomie XV / XVI wieku.

### Legenda herbowa
Legenda herbowa, jaką możemy znaleźć u Kaspra Niesieckiego, wiąże herb Pobóg bezpośrednio z herbem Zagłoba, czyli pośrednio z Jastrzębcem (pisownia oryginalna):

(...) Zagłobczyk, synowiec miał to być pierwszego Zagłobczyka (...) mając sobie za hańbę, odmianę starożytnego herbu nakazaną, włożoną od wszystkiego pokrewieństwa na stryja swego, za pewny exces, żeby tę niesławę z siebie i potomstwa swego zwalił, starał się jaką znaczną przysługą to naprawić: więc do cudzych krajów i postronnych dworów wyjechawszy, i tam przez jakiś czas dobrze się zaleciwszy, otrzymał od owych panów list przyczynny do Papieża, którym zachwalony, łatwo wymógł, że mu tam herb odmieniono, to jest wyrzuciwszy szablę, krzyż na wierzchu podniesiony, a and hełmem hart nadany, z listami potem papieskimi do Bolesława Chrobrego Króla do Polski wróciwszy, Król pochwaliwszy i potwierdziwszy tę odmianę, herb sam Poboż od pobożności jego nazwał.

Niesiecki przytacza też legendę, wedle której chart w klejnocie miał pochodzić z godła damy poślubionej przez pewnego Poboga.

## Herbowni
Lista herbownych w artykule sporządzona została na podstawie wiarygodnych źródeł, zwłaszcza klasycznych i współczesnych herbarzy. Należy jednak zwrócić uwagę na częste zjawisko przypisywania rodom szlacheckim niewłaściwych herbów, szczególnie nasilone w czasie legitymacji szlachectwa przed zaborczymi heroldiami, co zostało następnie utrwalone w wydawanych kolejno herbarzach. Identyczność nazwiska nie musi oznaczać przynależności do danego rodu herbowego. Przynależność taką mogą bezspornie ustalić wyłącznie badania genealogiczne.
Pełna lista herbownych nie jest dziś możliwa do odtworzenia, także ze względu na zniszczenie i zaginięcie wielu akt i dokumentów w czasie II wojny światowej (m.in. w czasie powstania warszawskiego w 1944 spłonęło ponad 90% zasobu Archiwum Głównego w Warszawie, gdzie przechowywana była większość dokumentów staropolskich). Lista nazwisk znajdująca się w artykule pochodzi z Herbarza polskiego, Tadeusza Gajla (647 nazwisk). Występowanie na liście nazwiska nie musi oznaczać, że konkretna rodzina pieczętowała się herbem Pobóg. Często te same nazwiska są własnością wielu rodzin reprezentujących wszystkie stany dawnej Rzeczypospolitej, tj. chłopów, mieszczan, szlachtę. Jest to jednakże dotychczas najpełniejsza lista herbownych, uzupełniana ciągle przez autora przy kolejnych wydaniach Herbarza. Tadeusz Gajl wymienia następujące nazwiska uprawnionych do używania herbu Pobóg:
Abakowski, Adamczewski, Adamczowski, Adomczowski, Alchimowicz, Andrykowicz, Andrzejkiewicz, Andrzejkowicz.
Baban, Baciuszkiewicz, Badan, Barański, Barczewski, Bazyliski, Belicki, Benisławski, Beniuszewicz, Będzisławski, Bęklewski, Białopolski, Bielicki, Bielski, Bienięda, Bieńkiewicz, Biernatowicz, Błomiński, Boban, Bobrowski, Bogor, Bolesta, Boniuszewicz, Bońko, Bornieszewicz, Bromierski, Bromirski, Bronak, Bronakowski, Bronicki, Broniowski, Brudziński, Brumierski, Brzeski, Budrecki, Budrewicz, Budziszewski, Burniewicz, Burzymski, Burzyński, Butkowski, Byczyński, Bylicki.
Caławański, Całowański, Cebrowski, Centkowski, Certowicz, Cetkowski, Cętkowski, Chabielski, Chmielewski, Chodaczyński, Chomicki, Chomiczewski, Chomiński, Chorwat, Chuchrowski, Chudzewski, Ciekliński, Ciepławski, Ciepłowski, Cieszkowski, Cięszkowski, Ciszkowski, Cybulski, Czachowski, Czapkiewicz, Czaplewicz, Czaplicki, Czarnecki, Czarnowski, Czarnożyński, Czartowicz, Czenstkowski, Czerniowski, Czertowicz, Czetkowski, Częstkowski, Czortowicz, Czyżewski, Czyżowski.
Daćbóg, Dadzibog, Dadzibogowski, Dadzibóg, Darguż, Dargużewicz, Dąbrowski, Długołęcki, Dłużewski, Dmochowski, Dmowski, Dmuchowski, Dobieski, Domanikowski, Domaszewicz, Domatewicz, Domiszewicz, Domiszewski, Doschot, Downar, Drewnowski, Drozdowski, Droziński, Drusejko-Różewicz, Duchnowski, Dulębiański, Duszewski, Duszkiewicz, Duszyński, Dworycki, Dychowicz, Dymlina, Dymowski, Działyński, Dziengełł.
Ejnik, Elert, Ertel, Esmanowicz, Eynik.
Falewicz, Faliszewski, Faliszowski, Federowicz, Fedorowicz, Fiackiewicz, Fijałkowski, Filemonowicz, Filewski, Filimanowicz, Filipiewski, Filipkowski, Filipowicz, Filipowski, Filonowicz, Franckiewicz, Fryczyński.
Gadziński, Gardliński, Garlikowski, Garliński, Gbelski, Gebelski, Genkiewicz, Giedygołgowicz, Giemza, Gienkiewicz, Ginczewski, Ginkiewicz, Gintowski, Gizilewicz, Gładysz, Głuskowski, Głuszkowski, Gnatowski, Gołyński, Gorski, Goszczyński, Gościcki, Gościński, Gotkowski, Górski, Grabowski, Grymowicz, Grzod, Grzybowski, Gszod, Gudowicz, Gumowski, Gurski, Gutkowski, Gwozdecki.
Halo, Herman, Horwat, Horwatt, Hrymowicz, Hudowicz.
Iskrzycki, Iwanowicz, Iwanowski.
Jachimowicz, Jackowski, Jakowicki, Jamentowicz, Jamont, Jamonth, Jamontowicz, Janikowski, Janiński, Janiszewski, Jankowicki, Jankowski, Janowski, Januszewicz, Januszewski, Januszkowski, Januszowski, Jastrzembowski, Jastrzębowski, Jawor, Jaworowski, Jawór, Jemielita, Jemielity, Jemielski, Jundził, Jundziłł, Jursza.
Kalo, Kałdowski, Kałotowski, Kałuski, Karski, Kędzierzyński, Kielanowski, Kiernożycki, Kiersnowski, Kierzkowski, Kierznowski, Kilanowski, Kilijanowski, Kirzniowski, Klewicki, Kobylin-Filipowicz, Kobyliński, Kobylski, Kocięcki, Kocięski, Kołbielski, Kołotowski, Komorowski, Konarzewski, Konarzowski, Konaszewicz, Koniecpolski, Koparzewski, Kopokuszski, Korkosz, Korkoz, Korkoza, Korybski, Korzybski, Kosiarowski, Kosobucki, Kossobucki, Kossobudzki, Kostkowski, Kotlewicz, Kotowski, Kozarzewski, Kożuszkowski, Krasnodębski, Krasnosielecki, Krasnosielski, Krompolc, Krompole, Krotycz, Krusz, Krusza, Kruszeński, Kruszewski, Kruszyński, Krzykowski, Księski, Kubiłojć, Kucewicz, Kucharski, Kucicki, Kukowski, Kumin, Kursz, Kutlewski.
Lakon, Laliński, Lawski, Lebiecki, Lemi, Lenartowicz, Lenkiewicz, Lenkowski, Leszczyński, Lewandowski, Lganowski, Liberadzki, Liboradzki, Lichowski, Liczkun, Lindyk, Lindzki, Lipski, Liszkun, Lizkun, Lubas, Luberadzki, Lubnicki, Luboradzki, Lubowiecki, Lubowiedzki.
Łaniecki, Ławiński, Ławski, Łękawski, Łubnicki.
Maciejowski, Mackiewicz, Mackowicz, Maćkiewicz, Magiera, Majkowski, Malawski, Malewski, Malinowski, Marciszewski, Maskotka, Massejn, Massejna, Mazurkiewicz, Merecki, Micewicz, Michnicki, Michniewicz, Miecznikowski, Miedwiecki, Miedzwiecki, Miedzwiedzki, Miedźwiecki, Miedźwiedzki, Miewoyna, Miewoyno, Mikałowski, Miłkowski, Mirciszewski, Moderowski, Mokowski, Moniuszko, Monstwił, Monstwiłło, Montrym, Muchowiecki, Musztafa, Musztaffa.
Nasiłowski, Nawrocki, Nawrucki, Nesterowicz, Niedroski, Niedrowski, Niedźwiecki, Niedźwiedzki, Niementowski, Nieprowski, Nieprski, Niesterowicz, Niestorowicz, Niesułowski, Niesułtowski, Nowicki, Nowowiejski.
Okrzycki, Okszycki, Olganowski, Olszamowski, Olszanowski, Olszewski, Onikijewicz, Orecki, Orzecki, Orzeszko, Orzęcki, Osiecki, Osmolski, Osmólski, Ozepowski, Ożepowski.
Pagowski, Pakosz, Pakoszewski, Pakoszowski, Palinowski, Pankiewicz, Pańkiewicz, Pągowski, Pelwelski, Penczyński, Perdzyński, Petrulewicz, Petrykowicz, Pętliński, Pierzchalski, Pierzynowski, Pietraszewicz, Piłwo, Pirog, Pirok, Pisczało, Piszczałło, Piszczało, Płomieński, Płomiński, Pobojewski, Pobożanin, Pocernacki, Podgórski, Podhajecki, Podhajski, Podrzecki, Pogierski, Pogirski, Polanowski, Poleski, Polewicz, Połjanowski, Połomski, Pomarzański, Ponikwicki, Popowski, Poradowski, Poziemecki, Proniewicz, Prusinowski, Pruszyński, Pryszmont, Pryszmony, Pryzkint, Pryżgint, Puchalski, Pujkowski, Putkowski.
Rab, Racewicz, Rachimowicz, Rachlewicz, Rackiewicz, Raczkiewicz, Raczyc, Raczyk, Radczyc, Radkiewicz, Radomski, Radomyski, Radziszewski, Raksimowicz, Rało, Rało-Kalon, Rasimowicz, Ratomski, Rechlewicz, Remiesz, Remiński, Remiszewski, Remiszowski, Rodkiewicz, Rodziewicz, Roksicki, Rokszycki, Romanowicz, Rossocki, Rossowski, Rostkowski, Rotkiewicz, Rożyński, Różewicz, Ruchow, Rucicki, Rudkiewicz, Rudkowski, Rusicki, Ruszkowski, Rutkowski, Rychalski, Rychlewicz, Rychwalski, Rydzewicz, Rydziewicz, Rymaszewski, Rymiński, Rymkiewicz, Rymkowicz, Rymowicz, Rymtowt, Ryntoft, Ryntowt.
Sakowicz, Sarzyński, Sczadrowski, Sczucki, Serafinowicz, Sklińsmont, Skrzeczowski, Słotowski, Smoleński, Sokołowicz, Sowgowicz, Stachórski, Stachurski, Stanek, Stanisławski, Staniszewski, Stanko, Starczewski, Stawiski, Stawiszewski, Stecewicz, Stosza, Strugiewicz, Strus, Strzemień, Strzeszewski, Studniarski, Stungiewicz, Suchodolski, Sudyka, Sułkowski, Sumorok, Surgulewski, Surocki, Sutkiewicz, Sutkowski, Sutocki, Sutowski, Swobodecki, Szankowski, Szańkowski, Szarkowski, Szczawieński, Szcząsnowicz, Szczepkowski, Szcześnieski, Szcześniewski, Szczęsnowicz, Szczęsnowski, Szczucki, Szczuka, Szczukocki, Szeptycki, Szpiganowicz, Szukiewicz, Szulborski, Szulc, Szydłowski, Szyjski, Szymoński, Szyski.
Świątkowski, Świętochowski.
Tercikowski, Terczykowski, Terejkowski, Tereykowski, Tołłoczko, Tołoczkiewicz, Tołoczko, Trojecki, Trusewicz, Tryczyński, Trzciński, Tuchowski
Udrzyński, Ulaszowski, Uleński, Uszyński, Utiachowski, Użechowski, Użochowski
Walentynowicz, Wałdowski, Wardomski, Warmski, Wasilewski, Waśniewski, Wersocki, Wierchowski, Wierzchowski, Więckiewicz, Więckowicz, Wikun, Wilkocki, Wilkowski, Wodoradzki, Wodziralski, Wojczyk, Wojdak, Wójcik, Wolski, Wołk, Woydag, Wulf, Wyżga
Zaborowski, Zachwatowicz, Zadarka, Zadatka, Zajaszewicz, Zajączkowski, Zakrzewski, Zaleski, Załęski, Zapolski, Zarzecki, Zarzycki, Zbierski, Zbyszyński, Zdanowicz, Zdzieszyński, Zegwirski, Zengoński, Zengwirski, Zerański, Zęngwirski, Zgaździński, Zgażdziński, Zgleczyński, Zgliczyński, Zgliszyński, Zinkiewicz, Ziołecki, Złotkowski, Zonczewski, Zublewicz, Zublewski, Zygmuntowicz.
Żabowicz, Żabowski, Żadeyko, Żalgiewicz, Żarnowski, Żebenko, Żebienko, Żerakowski, Żerański, Żeromski, Żongołłowicz, Żoromski, Żórowski, Żuk, Żurawski, Żurowski, Żylewicz, Żyrowski.
Poboga używało także kilka rodzin pochodzenia obcego, m.in. tatarskiego. Stanisław Dziadulewicz wymienia tego herbu tatarskie rodziny Kuminów (Kuminowie), Abakowskich, Kotlewiczów, Mustaffów (Mustaffowie). Według niego Kuminowie byli rodziną książęcą; jej najstarszym znanym protoplastą miał być Mustafa Kumin. Mogli oni przybyć z Krymu (miałyby na to wskazywać posiadłości w mińszczyźnie i łączenie się z rodzinami przybyłymi z Perekopu). Przodkiem Kotlewiczów miał być żyjący koło roku 1500 muślim Ołtusz, który miał syna Kołtusza, a wnukiem jego miał być Tochtamysz Kotłajewicz. Potomkowie tego ostatniego patronim Kotłajewicz mieli zamienić na nazwisko Kotłaj. Jeden z Kotłajów miał następnie przyjąć chrzest i spolszczyć nazwisko na Kotlewicz. Protoplastą Mustaffów miał być natomiast ataman tatarów wackich w roku 1528 – Uraz. Nazwisko Mustaffa ma pochodzić od wnuka lub prawnuka Uraza – Mustafy (figurujący w lustracji w roku 1631 Aleksander syn Mustafy miał zacząć używać imienia dziada i ojca jako nazwiska).
Na Żmudzi istniała także szlachecka rodzina Serafinowiczów herbu Pobóg, mająca pochodzić od osiedlonych jeszcze za Jagiellonów tatarów żmudzkich. Według Kosińskiego potomkiem tej rodziny był Jan Lechoń.
Tołłoczkowie herbu Pobóg, zasłużone bojarstwo Rusi Czarnej w Wielkim Księstwie Litewskim,  od schyłku średniowiecza dzielnie trwało w Tołłoczkach, Bilminach – w dolinie rzeki Przerwa (z Łosośną dopływu Niemna), na straży – na zachodnich przedpolach Grodna.
Herbu Pobóg używano także na Pomorzu. Czarnowscy, z przydomkiem Nadolna, byli drobnoszlachecką rodziną kaszubską. Z niej Wojciech Czarnowski wycisnął w 1570 roku pieczęć z Pobogiem na kwicie opłaty podatku z gniazdowego Czarnowa. Kaszubskich Czarnowskich notowano też z herbem własnym, być może z Sasem, herbem podobnym do herbu Rumlów (Czarnowski III) i niesłusznie z herbem Grabie (przynależał on mazowieckim Czarnowskim). Kolejna rodzina kaszubska tego herbu to Częstkowscy (Czeczkowscy, Czenkowscy, Czenstkowscy, Czerskowscy, Czękowskcy, Częstowscy). Nazwisko wzięli od wsi Częstkowo, gdzie byli wzmiankowani od 1570. Rodzina używała przydomków Babka, Huli, Jark, Jarczyk, Małek (Malek), Maryka, Nagacz, Skórka, Wulf (Wolf), ale z Pobogiem heraldycy skojarzyli jedynie przydomki Skórka, Nagacz i Wulf. Wiarygodność przyporządkowania Częstkowskich z Kaszub do Poboga osłabia fakt, że istniała rodzina Czetkowskich z ziemi dobrzyńskiej, herbu Pobóg.

### Znani herbowni
- Franciszek Ksawery Dmochowski
- Franciszek Salezy Dmochowski
- Roman Dmowski
- Seweryn Goszczyński
- Daniel Konarzewski
- Piotr Konaszewicz-Sahajdaczny
- Stanisław Koniecpolski
- Jan Lechoń
- Teofil Lenartowicz
- Bronisław Kasper Malinowski
- Tadeusz Malinowski
- Lucjan Malinowski
- Andrzej Pągowski
- Leopold Pobóg-Kielanowski
- Anna Pobóg-Lenartowicz
- Władysław Pobóg-Malinowski
- Aleksander Polanowski
- Bohdan Rymaszewski
- Leszek Wierzchowski
- Roman Wiktor Mazurkiewicz

## Odmiany herbowe
- Pobóg II
- Alchimowicz
- Brzuchański
- Horwatt
- Koniecpolski Książę – odmiana z mitrą książęcą
- Krasnodębski – półtorakrzyża na podkowie
- Lenkiewicz – odmiana z dwoma flagami kościelnymi o trzech połach pod podkowa z krzyżem kawalerskim
- Montowt
- Nieroszynski, Petelczyc – w miejsce krzyża półstrzały do góry, w klejnocie trzy strusie pióra (cz. jeden z wariantów herbu Brzuchański) albo Pobóg II
- Nieczaj – na polu czerwonym, strzała w dół między ramionami podkowy, w klejnocie trzy strusie pióra
- Sutocki – ryba pod podkową
- Wiekowicz – bez krzyża, między ramionami podkowy półstrzały do góry, w miejsce piór starzały serce, w klejnocie trzy strusie pióra